# 故陵镇
故陵镇，是中华人民共和国重庆市云阳县下辖的一个乡镇级行政单位。

## 行政区划
故陵镇下辖以下地区：
故陵社区、桃坪村、高坪村、荷堰村、故陵村、桥亭村、红沙村、双店村、红云村、兰草村、红椿村、柳园村、宝兴村、钟王村、红坪村、凤翅村和水让村。